# Elkhound
Elkhound to narzędzie do generowania parserów z opisu gramatyki przy użyciu algorytmu GLR (Generalized LR). Algorytm generowania parserów GLR działa z dowolną gramatyką bezkontekstową. Elkhound generuje parsery w języku C++ i Ocaml. 
Narzędzie jest dostępne z kodem źródłowym w C++ na licencji BSD.